# Conservación y restauración de objetos de hierro y acero

El pilar de hierro de Delhi es un ejemplo de las metodologías de extracción y procesamiento de hierro de la India. Ha resistido la corrosión durante los últimos 1600 años.

El hierro, el acero y los metales ferrosos constituyen una gran parte de las colecciones de los museos. La conservación y restauración de objetos de hierro y acero es una actividad dedicada a la conservación y protección de objetos de valor histórico y personal fabricados en hierro o acero. Cuando se aplica al patrimonio cultural, esta actividad generalmente la lleva a cabo un conservador-restaurador. Históricamente, los objetos de hierro o acero se crearon para usos religiosos, artísticos, técnicos, militares y domésticos. Aunque por lo general no es posible detener por completo el deterioro de ningún objeto, el acto de conservación y restauración se esfuerza por prevenir y retrasar el deterioro del objeto, así como también por protegerlo para un uso futuro. Uno de los primeros pasos en el cuidado del hierro es examinarlos y determinar su estado, determinar si se están corroyendo y considerar opciones de tratamiento.
La prevención y eliminación de la suciedad superficial y los productos de corrosión son algunas de las principales preocupaciones de los conservadores-restauradores cuando se trata de objetos de hierro o acero, incluidos los meteoritos de níquel-hierro. La conservación y restauración del hierro y el acero puede comenzar con el análisis del entorno en el que se almacenarán y exhibirán los objetos. La conservación preventiva y la comprensión de los agentes de deterioro que afectan al objeto específico a menudo se consideran unos de los primeros pasos importantes. Un requisito previo para la conservación y restauración no solo del hierro y el acero, sino también de todos los elementos de las colecciones, es una buena y sistemática gestión, incluida la documentación del estado de los objetos antes, durante y después del tratamiento. La identificación de los materiales y procedimientos utilizados para elaborar los objetos y los resultados de cualquier investigación científica también deben ser parte de la documentación. Por último, pero no menos importante, una parte integral de la documentación debe ser una recomendación para el cuidado posterior del objeto. Una vez que se ha realizado una documentación, un análisis y una discusión exhaustivos, se pueden considerar y realizar posibles técnicas de tratamiento en los objetos.

## Métodos de identificación y análisis
El análisis y la observación de los objetos de las colecciones al considerar el tratamiento y restauración ocurren en todos los pasos del proceso de conservación. Los objetos metálicos como el hierro y el acero comparten propiedades como la fuerza, la conducción del calor y electricidad, la estructura y más. Es importante comprender las propiedades antes de realizar el tratamiento. Reconocer el metal o la aleación específicos y la construcción del objeto puede ayudar a determinar su susceptibilidad a la corrosión y puede reducir las medidas de conservación que se puedan usar. Una vez observada e identificada la estructura y composición del objeto, los conservadores-restauradores pueden determinar el estado. La suciedad y corrosión de la superficie se encuentran entre los problemas más comunes en los objetos de hierro y acero. Durante todo el proceso de análisis e identificación, los conservadores-restauradores mantienen anotaciones claras y detalladas. Esto les permite documentar el pasado, presente y futuro del objeto para su uso posterior. Estas notas incluyen las observaciones mencionadas anteriormente, así como las recomendaciones para el tratamiento.
- Métodos simples: examen visual, pruebas puntuales, gravedad específica
- Métodos científicos: XRF, XRD, emisión de rayos X inducida por partículas, LIBS, SEM, técnicas electroquímicas, metalografía
- Método simple: examen visual, pruebas puntuales
- El test Oddy : para cobre, plata y plomo
- Métodos científicos - xrd, SEM, metalografía

### Identificación de materiales asociados a metales
- Métodos simples: examen visual, pruebas puntuales, gravedad específica
- Métodos científicos - xrf, cromatografía

### Identificación de la tecnología utilizada para producir objetos.
- Métodos simples - examen visual
- Métodos científicos: metalografía, radiografía de rayos X, tomografía computarizada de rayos X.

## Tratamiento

### Consideraciones de tratamiento
Al determinar el mejor curso de acción en el tratamiento de un objeto de acero o hierro, se debe tener mucho cuidado. La persona que trata el objeto es probablemente un conservador, restaurador, arqueólogo o administrador de colecciones, aunque los coleccionistas privados pueden optar por tratar sus propias colecciones. Un restaurador con formación en metales y objetos sería la mejor opción para el tratamiento de objetos de acero y hierro. La seguridad y longevidad del objeto es la máxima prioridad, lo que garantiza que el tratamiento no cause más daños. Se debe tener en cuenta la integridad estructural, la intención del artista y el contexto original. Al seguir el Código Ético de AIC , el plan de tratamiento ayudará al restaurador a tomar una decisión informada y segura para el tratamiento.

### Limpieza
La limpieza debe determinarse después de que se complete un informe del estado y se tomen fotografías. Cualquier reparación anterior debe documentarse y revisarse antes de un nuevo tratamiento. El método de limpieza propuesto debe estar justificado por el estado de conservación y los resultados finales deseados para el objeto. Los riesgos potenciales deben mencionarse en el informe del tratamiento y justificarse como riesgo aceptable. Antes de que se lleve a cabo la limpieza y/o tratamiento, el conservador-restaurador debe consultar a restauradores y expertos en el campo para obtener una perspectiva sobre las posibles ramificaciones de la acción.
- Limpieza mecánica
- Bisturí
- Aspiradora HEPA
- Paño (húmedo o seco)
- Bastoncillo de algodón
- limpieza acuosa
- H2O - Desionizada, Ósmosis Inversa o Destilada
- detergentes
- Limpieza quimica
- Bicarbonato de sodio
- Pulimento en pasta Flitz[5]
- Maas[6]
- Espíritus minerales
- Disolventes
- Ultrasónidos

Objetos pintados
Los objetos pintados se pueden limpiar con disolventes polares ( acetona, etanol ) y no polares ( hexanos y tolueno ) o mezclas de disolventes ( xileno ). Cuando trabaje con disolventes, un restaurador utilizará las mejores prácticas en salud y seguridad. Se recomienda el uso de equipo de protección personal .
Consolidación estructural
El informe de tratamiento indicará qué tipo de tratamiento estructural se debe utilizar. Si al objeto le faltan herrajes, se pueden reemplazar agregando tornillos y remaches iguales o similares. Se pueden usar adhesivos y soldaduras para reparar una estructura dañada.
Recubrimientos protectores
Los revestimientos protectores pueden ser buenas opciones para objetos de hierro y acero. Ayudan a conservar la apariencia original y protegen contra cuerpos extraños como la humedad y los desechos que pueden causar oxidación o corrosión.
- Recubrimientos transparentes - Permalac[8] - Ormocer[9] - Paraloid B-72[10]
- Ceras - Renaissance Wax - Cosmolloid 80 H[11] - Dinitrol 4010[12] - Poligen ES 91009[13]
- Aceites - Ballistol - WD-40
- Lacas
- Barnices

## Objetos arqueológicos
Los objetos arqueológicos hechos de acero y hierro por el hombre, a menudo, se elaboran como herramientas. Estos artículos les dan a los antropólogos y arqueólogos una idea de los pueblos de diferentes épocas y culturas. Los objetos arqueológicos de hierro son susceptibles a la corrosión activa causada por los iones de cloruro presentes en los lugares de enterramiento. Esta corrosión puede tomar la forma de exudación (weeping) que deja gotitas amarillas, marrones o anaranjadas en la superficie en ambientes con una HR superior al 55%.

### Limpieza
Se deben utilizar métodos mecánicos para la limpieza (bisturí, micromotor y cepillos de acero y discos abrasivos, unidad de microchorro de arena, cincel ultrasónico).

### Consolidación estructural
Se deben usar adhesivos, asegúrese de que el adhesivo sea reversible antes de realizar el tratamiento. También se pueden utilizar refuerzos de fibra de vidrio.

### Estabilización
- Tratamiento con sulfito alcalino[15]
- Tratamiento con NaOH/etilendiamina[16]
- Tratamiento con plasma de hidrógeno a baja temperatura[17]
- Tratamiento con fluidos subcríticos (40 atm., 180 °C, 0,5% NaOH)[18]
- Polarización catódica[19]